# Gries am Brenner

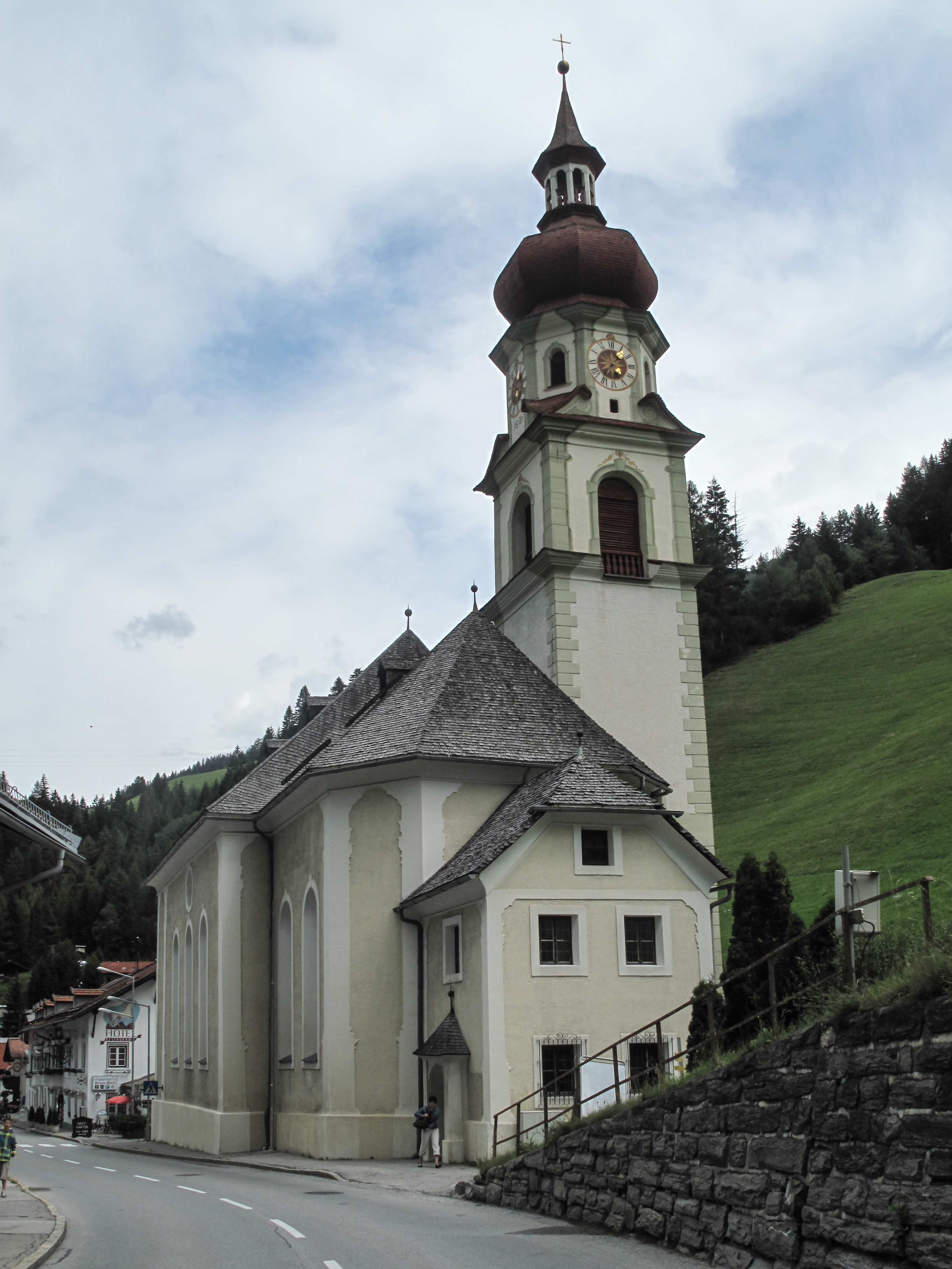
Gries am Brenner, kerk: Pfarrkirche Mariä Heimsuchung

Gries am Brenner is een gemeente in het district Innsbruck Land van de Oostenrijkse deelstaat Tirol.
Gries ligt in het Wipptal, dicht bij de Brennerpas, die Noord- en Zuid-Tirol met elkaar verbindt. De zuidelijke gemeentegrens is tevens de staatsgrens met Italië. De gemeente bestaat naast het hoofddorp Gries uit vele andere plaatsjes, namelijk Nößlach, Vinaders (aan het begin van het Obernbergtal), Brennersee (bij de Brennerpas), Planken, Ritten, Venn, Brenner, Neder, Au, Gasse en Egg. In het zuidelijk gelegen plaatsje Lueg werd in de Middeleeuwen tol geheven.

## Geschiedenis
Reeds sinds de Romeinse tijd is Gries een belangrijk tussenstation voor de Brennerpas, op weg naar het zuiden. Veel bekende historische personen hebben hier op hun reis over de Alpen uitgerust, waaronder Karel de Grote, Albrecht Dürer, Johann Wolfgang von Goethe en Wolfgang Amadeus Mozart. Sinds de Brenner Autobahn is aangelegd hoeft het doorgaande verkeer het dorp niet langer te doorkruisen, waardoor Gries een rustig dorp zonder massatoerisme is geworden. Sommige van de aan de hoofdstraat gelegen hotels en herbergen staan er reeds enkele eeuwen.

## Toerisme
De bergen rondom de Brenner, gelegen tussen de Stubaier Alpen en de Zillertaler Alpen, zijn geliefd bij zowel wintersporters als wandelaars. Op de flanken van de 2115 meter hoge berg Sattelberg, die precies op de grens tussen Oostenrijk en Italië gelegen is, is een groot skigebied te vinden. Gries is goed bereikbaar via de Brennerautosnelweg (A13), via de uitritten Nößlach en Brennersee.